# Isabelle Casez
Isabelle Casez (* 1964 in Chalon-sur-Saône) ist eine französische bildgestaltende Kamerafrau.

## Leben
Nach Abschluss ihres Studiums der Bildgestaltung an der Filmhochschule Louis-Lumière in Paris begann Casez ihre Laufbahn als Kameraassistentin bei namhaften Kameraleuten wie Bruno Delbonnel, Bruno de Keyzer und Jean-Yves Escoffier.
Seit 2000 ist Isabelle Casez als Kamerafrau tätig. Sie lebt in Berlin. Casez unterrichtet auch an der  DFFB und der HFF München. Sie ist Mitglied der Deutschen Filmakademie.

## Filmografie (Auswahl)
- 2003: 7 Brüder
- 2007: Yella (2. Kamera)
- 2009: Min Dît – Die Kinder von Diyarbakir
- 2009: Die Anwälte – Eine deutsche Geschichte
- 2009: 24h Berlin – Ein Tag im Leben
- 2010: Koundi And The National Thursday
- 2012: Aus dem Abseits
- 2013: Verbotene Filme
- 2013: Wo ich wohne – Ilse Aichinger
- 2013: Meret Oppenheim – Eine Surrealistin auf eigenen Wegen
- 2015: Kultur – Koste es, was es wolle!
- 2016: Having a Cigarette with Álvaro Siza
- 2018: 24h Europe – The Next Generation
- 2018: Albrecht Schnider – Was bleibt
- 2018: Die Dirigentin Mirga Grazilste-Tyla
- 2019: Spuren und Wunden der NSU Morde
- 2019: Girls of Paadhai
- 2019: Mary Bauermeister – Eins und Eins ist Drei
- 2020: Der Islam der Frauen
- 2021: Alice Schwarzer
- 2021: Erica Jong – Breaking the Wall
- 2022: Belleville, belle et rebelle

## Auszeichnungen
- 2003: 7 Brüder – Preis der deutschen Filmkritik für Kamera
- 2023: Belleville – für den Preis der deutschen Filmkritik 2022 in der Kategorie Beste Kamera nominiert